# John den Braber
John den Braber (né le 16 septembre 1970 à Rotterdam) est un coureur cycliste et directeur sportif néerlandais.
Coureur amateur jusqu'en 1995, il est champion des Pays-Bas de la course aux points et du kilomètre en 1989. Il participe au contre-la-montre par équipes des Jeux olympiques de 1992 avec l'équipe des Pays-Bas, qui prend la neuvième place. L'année suivante, il est champion des Pays-Bas sur route amateurs.
Il devient professionnel en 1996 dans l'équipe Collstrop-Lystex. Il est à nouveau champion des Pays-Bas de la course aux points en 2000 et participe aux Jeux olympiques de Sydney, cette fois en poursuite par équipes. Il remporte treize étapes de l'Olympia's Tour durant sa carrière, un record égalé en 2015 par Wim Stroetinga. Il met fin à sa carrière en 2002 au sein de l'équipe Axa, dont il devient un directeur sportif en 2003. 
Il devient ensuite journaliste et travaille pour Nieuwe Revu (en), Off The Record, Wieler Magazine, Zesdaagse BV et North Sea Jazz

## Palmarès sur route
- 1989
  - 3e de l'Omloop van de Braakman
- 1990
  - Teleflex Tour :
    - Classement général
    - 3e étape

  - 3e étape de l'Olympia's Tour
- 1991
  - Grand Prix de Waregem
  - 2e étape du Teleflex Tour
  - 8e étape de l'Olympia's Tour
  - Etoile du Brabant :
    - Classement général
    - 2e étape

  - 3e du Ronde van Zuid-Holland
- 1992
  - 1re étape du Circuit de la Sarthe
  - Circuit de Campine
  - 1re, 2e (secteur a) et 4e étapes de l'Olympia's Tour
  - 2e du Ronde van Zuid-Holland
  - 3e du Tour de Belgique amateurs
- 1993
  - Champion des Pays-Bas sur route amateurs
  - 1re et 10e étapes de l'Olympia's Tour
  - 2e du Ronde van Zuid-Holland
- 1994
  - 6e étape de la Commonwealth Bank Classic
  - 2e (secteur a), 4e et 7e étapes de l'Olympia's Tour
  - Omloop van de Glazen Stad (nl)
  - 2e du Tour d'Overijssel
  - 3e de l'Acht van Chaam
  - 3e du Tour de Hollande-Septentrionale
- 1995
  - 5e étape du Tour de Suède
  - 8e étape (secteur a) de l'Olympia's Tour
  - Tour de Hollande-Septentrionale
  - 2e, 3e et 6e étapes du Ruban granitier breton
  - 3e de l'Omloop van de Braakman
  - 3e du Circuit de Campine
- 1999
  - Tour du Brabant central
  - 11e étape de l'Olympia's Tour
  - 2e du Tour de Hollande-Septentrionale
  - 2e du Dorpenomloop Rucphen
- 2000
  - 2e du Poreč Trophy 1
  - 2e de l'Arjaan de Schipper Trofee
  - 3e du Parel van de Veluwe
  - 3e du Ster van Zwolle
  - 3e du Tour de Drenthe
- 2001
  - 3e du Ster van Zwolle
- 2002
  - 2e du Ster van Zwolle

## Palmarès sur piste
- Champion des Pays-Bas du kilomètre en 1989
- Champion des Pays-Bas de la course aux points en 1989, 2000